# Jevgenij Ovčinnikov
Jevgenij Ovčinnikov (rusky Евгений Овчинников, * 1971, Krasnojarsk) je bývalý ruský reprezentant ve sportovním lezení a dvojnásobný vítěz Rock Masteru v lezení na obtížnost.
Světových závodů se účastnila také jeho žena Jelena Ovčinnikovová, vítězka v celkovém hodnocení světového poháru a mistryně Evropy.

## Výkony a ocenění
Se sovu ženou patří mezi jediné tři ruské lezce mezi hvězdami světového lezení, o kterých napsal Heinz Zak ve své knize Rock Stars z roku 1995.
- nominace na prestižní mezinárodní závody Rock Master v italském Arcu, které dvakrát vyhrál

### Závodní výsledky
| Arco Rock Master | Arco Rock Master | Arco Rock Master |
| Rok              | 1999             | 2000             |
| ---------------- | ---------------- | ---------------- |
| Obtížnost        | 1                | 1                |

| Mistrovství světa | Mistrovství světa | Mistrovství světa | Mistrovství světa | Mistrovství světa | Mistrovství světa | Mistrovství světa | Mistrovství světa | Mistrovství světa | Mistrovství světa | Mistrovství světa |
| Rok               | 1991              | 1993              | 1995              | 1997              | 1999              | 2001              | 2003              | 2005              | 2009              | 2011              |
| ----------------- | ----------------- | ----------------- | ----------------- | ----------------- | ----------------- | ----------------- | ----------------- | ----------------- | ----------------- | ----------------- |
| Obtížnost         | 5                 | 9-10              | 8                 | 13                | 11-12             | 9                 | 8                 | 12                | 11                | 7                 |

| Světový pohár       | Světový pohár | Světový pohár | Světový pohár | Světový pohár | Světový pohár | Světový pohár | Světový pohár | Světový pohár | Světový pohár | Světový pohár | Světový pohár | Světový pohár | Světový pohár | Světový pohár | Světový pohár | Světový pohár | Světový pohár |
| Rok                 | 1991          | 1992          | 1993          | 1994          | 1995          | 1996          | 1997          | 1998          | 1999          | 2000          | 2001          | 2002          | 2003          | 2004          | 2005          | 2009          | 2011          |
| ------------------- | ------------- | ------------- | ------------- | ------------- | ------------- | ------------- | ------------- | ------------- | ------------- | ------------- | ------------- | ------------- | ------------- | ------------- | ------------- | ------------- | ------------- |
| Obtížnost           |               |               |               |               |               |               |               |               |               |               |               |               |               |               |               |               |               |
| jednotlivě* (x/x/x) | x             | x             | x             | x             | x             | x             | x             | x             | x             | x             | x             | x             | x             | x             | x             | x             | x             |
|                     |               |               |               |               |               |               |               |               |               |               |               |               |               |               |               |               |               |
| Bouldering          | —             | —             | —             | —             | —             | —             | —             | —             |               |               | —             | —             |               | —             | —             | —             | —             |
| jednotlivě*         | —             | —             | —             | —             | —             | —             | —             | —             | x             | x             | —             | —             | x             | —             | —             | —             | —             |
|                     |               |               |               |               |               |               |               |               |               |               |               |               |               |               |               |               |               |
| Kombinace           | —             | —             | —             | —             | —             | —             | —             | —             |               |               | —             | —             |               | —             | —             | —             | —             |

- poznámka: nalevo jsou poslední závody v roce

| Mistrovství Evropy | Mistrovství Evropy | Mistrovství Evropy | Mistrovství Evropy | Mistrovství Evropy | Mistrovství Evropy | Mistrovství Evropy | Mistrovství Evropy | Mistrovství Evropy |
| Rok                | 1992               | 1996               | 1998               | 2000               | 2002               | 2004               | 2006               | 2008               |
| ------------------ | ------------------ | ------------------ | ------------------ | ------------------ | ------------------ | ------------------ | ------------------ | ------------------ |
| Obtížnost          | 19                 | 45-48              | 17-19              | 3                  | 6                  | 12-14              | 15-17              | 6                  |